# Adıyamanspor
Adıyamanspor is een voetbalclub opgericht in 1946 te Adıyaman, Turkije. De clubkleuren zijn geel en groen, en de thuisbasis van de voetbalclub is het Adıyaman Atatürkstadion.
Adıyamanspor heeft in de clubhistorie nog nooit in de Süper Lig gespeeld. Naast voetbal houdt de club zich ook bezig met worstelen.

## Geschiedenis
In 1946 werd Adiyaman Gençlikspor opgericht door Sadi Nakipoglu, Arikan Ihsan. In het Turkse beker in 1978-1979 moest Adiyamanspor het in de 3de ronde opnemen tegen Ankaragucu. Deze wedstrijd eindigde op een gelijkspel, dus moesten de beide teams nog verlengingen spelen. Daarin verloor Adiyaman. In het seizoen 1981-1982 nam de club deel aan de play-offs van de 2. Lig, waar Adıyaman een punt te weinig haalde voor promotie.